# اشتباكات أوروميا والمنطقة الصومالية في إثيوبيا
بدأت اشتباكات أوروميا والمنطقة الصومالية في ديسمبر 2016 في أعقاب النزاعات الإقليمية بين مجتمعات أوروميا والمنطقة الصومالية في إثيوبيا. قُتل مئات الأشخاص وفر أكثر من 1،5 مليون شخص من منازلهم.

## الخلفية
إثيوبيا لديها ترتيب سياسي فيدرالي منظم على أسس عرقية لغوية. إن منطقة أوروميا هي أكبر إقليم وأكثرها اكتظاظًا بالسكان في البلاد وتتكون بشكل أساسي من مجموعة أورومو العرقية، وهي أكبر مجموعة عرقية في البلاد. وفي الوقت نفسه، فإن المنطقة الصومالية هي ثاني أكبر إقليم من حيث المساحة في البلاد وتتكون بشكل أساسي من المجموعة العرقية الصومالية.[بحاجة لمصدر]
الصوماليون هم في الغالب من الرعاة، ويميل الأورومو إلى أن يكونوا مزارعين وكذلك رعاة. كان من الصعب ترسيم حدود واضحة بين الولايات، حيث تميل المجتمعات الرعوية إلى عبور الحدود بحثًا عن المراعي لحيواناتهم. لقد أدى ذلك إلى التنافس على مر السنين، على الآبار والمراعي، حيث نزح عشرات الآلاف من الأشخاص في بعض النزاعات.[بحاجة لمصدر]
في عام 2004، أعطى استفتاء لتقرير مصير أكثر من 420 كيبيليس، أصغر وحدة إدارية في البلاد، 80% منها إلى أوروميا، مما أدى إلى فرار الأقليات الصومالية من تلك المناطق. صوّت سكان جارسو الذين أقاموا في المنطقة وتعرضوا لضغوط كبيرة واضطهاد من قبل الإدارة الصومالية للمنطقة الصومالية، بشكل كبير للانضمام إلى منطقة أورومو.

## مسار الصراع

### 2016
من المتوقع أن يكون تفاقم الصراع الحالي ناتجًا عن المنافسة التي نشأت من الجفاف الطويل. منذ ديسمبر 2016، اندلع التوتر الإقليمي بين مجتمعات أوروميا والصوماليين على حدود منطقتي أوروميا والصومال، ولا سيما بالقرب من مدينة ديكا، مما أسفر عن مقتل 30 شخصًا على الأقل وتشريد أكثر من 50 ألف شخص. يزعم الأورومو أن المنطقة هي أرض أجدادهم وأن العائلات الصومالية قد أتت من إقليم الصومال الإثيوبي. تصاعد الموقف عندما بدأ رجال العشائر في الطائفتين هجمات انتقامية. شارك في الاشتباكات رجال مدججون بالسلاح من الجانبين في مواقع على طول الحدود. لقد نُهبت المدارس وقتل موظفو الخدمة المدنية في مكاتبهم. كما أبلغ سكان جانب أورومو عن عمليات اغتصاب واسعة النطاق. وقعت أسوأ أعمال العنف في المنطقة المحيطة بنيجيلي بورانا. قتل أكثر من 100 شخص ونزح الآلاف في فبراير ومارس في منطقة نيجيل وحدها. ادعى نشطاء أورومو أعداد أكبر بكثير.

### 2017
في 20 أبريل 2017، وقّع إقليما أوروميا والمنطقة الصومالية الإثيوبيين اتفاقية لحل النزاعات سلميًا. ومع هذا في سبتمبر 2017، اندلعت اشتباكات أسفرت عن مقتل المئات من عرق الأورومو وبعضهم على الجانب الصومالي.
وقد اتُهمت الشرطة الإقليمية الخاصة في كلتا الولايتين، المسماة ليو في المنطقة الصومالية وليو هيل في إقليم أوروميا، بالوقوف وراء العديد من الفظائع.
في 15 ديسمبر 2017، قُتل أكثر من 600 مدني صومالي على يد مليشيا الأورومو. حتى يومنا هذا، لم تتم محاسبة أي أورومو على هذه المجزرة.

### 2018
في مايو 2018 قتل أربعة أشخاص وحرق 200 منزل في اشتباكات.
في يوليو 2018، قتلت مليشيات الأورومو 50 صوماليًا.
في سبتمبر 2018، قتل 58 شخصًا في اشتباكات عرقية. بدأت الاحتجاجات ضد الاشتباكات العرقية في أديس أبابا في أعقاب الاشتباكات التي وقعت في نهاية الأسبوع بين 15 و16 سبتمبر.
في ديسمبر 2018، قتل 21 شخصًا وأصيب 61 آخرون في اشتباكات عرقية واستخدمت المدفعية الثقيلة. فر خمسة آلاف مدني إلى كينيا.

## الاصابات

### النازحون
نزح ما يصل إلى 400 ألف بسبب القتال حتى نوفمبر 2017. وردت أنباء عن نزوح ما مجموعه 1,2 مليون شخص بحلول نهاية الصراع.